# عشيقة أمريكا
عشيقة أمريكا (بالإنجليزية: Mistress America)‏ هو فيلم كوميدي تم إنتاجه في الولايات المتحدة وصدر في سنة 2015. الفيلم من إخراج نواه بومباك وكتابة جريتا جيروج. من بطولة جريتا جيروج ولولا كيرك وهيذر ليند. صدر الفيلم من شركة فوكس في 14 أغسطس 2015.

## القصة
تدور أحداث الفيلم في إطار درامي كوميدي حول الفتاة الوحيدة (تراسي) ، التي تلتحق حديثًا بكلية في (نيويورك) ، ولكنها لا تحظى كما توقعت بتجربة جامعية مشوقة ، ولا أسلوب حياة المدينة الذي تصورته ، إلى أن تقابل صديقة متهورة ومُحبة للمغامرة تُدعى (بروك) ، تقيم في ميدان (التايم) ، وستصبح قريبا مثل أختها ، حينها تنقلب حياتها رأسا على عقب.

## الممثلون والشخصيات
- جريتا جيروج (بدور: بروك)
- لولا كيرك (بدور: تراسي)
- هيذر ليند

## وصلات خارجية
- عشيقة أمريكا على موقع IMDb (الإنجليزية)
- عشيقة أمريكا على موقع ميتاكريتيك (الإنجليزية)
- عشيقة أمريكا على موقع روتن توميتوز (الإنجليزية)
- عشيقة أمريكا على موقع نتفليكس (الإنجليزية)
- عشيقة أمريكا على موقع قاعدة بيانات الأفلام العربية
- عشيقة أمريكا على موقع ألو سيني (الفرنسية)
- عشيقة أمريكا على موقع أول موفي (الإنجليزية)
- عشيقة أمريكا على موقع بوكس أوفيس موجو (الإنجليزية)
- عشيقة أمريكا على موقع فيلمافينيتي (الإسبانية)
- عشيقة أمريكا على موقع قاعدة بيانات الأفلام السويدية (السويدية)